# استارتفیلد، نیو ساوت ولز
استارتفیلد (به انگلیسی: Strathfield) یک حومه شهر در استرالیا است که در نیو ساوت ولز واقع شده‌است.